# Championnat de Rio de Janeiro de football
Le Championnat de Rio de football, appelé au Brésil Campeonato Carioca, est le championnat de football de l'État de Rio de Janeiro. La première saison a été disputée en 1906, c’est le deuxième championnat par ordre d’ancienneté au Brésil après celui de São Paulo.

## Historique
Au début du vingtième siècle, le nombre de clubs de football à Rio de Janeiro et Niterói a nettement augmenté avec la création de clubs tels que Rio Cricket and Athletic Association à Niterói, Fluminense FC en 1902, Bangu Atlético Club, América Football Club et Botafogo FR en 1904.
Une campagne a alors été menée pour organiser une ligue de football réunissant des clubs comme Rio Cricket and Athletic Association, Fluminense FC, Football and Athletic Club, América FC, Bangu Atlético Club, Sport Club Petrópolis and Paysandu Cricket Club.
La « Liga Metropolitana de Football » (LMF) a été créé en 1905, présidée tout d'abord par le Président du club de Bangu, José Villas Boas, ce dernier étant remplacé rapidement par Francis Walter.
La première édition du championnat Carioca a eu lieu en 1906 avec la participation de six équipes : Fluminense, Botafogo, Bangu, Football and Athletic, Payssandu and Rio Cricket. América n’a pas disputé cette première saison, bien que faisant partie des membres fondateurs. Fluminense a été le premier club champion de l’État de Rio de Janeiro.
Fluminense, Botafogo, América, Paysandu, Rio Cricket, and Riachuelo ont fondé, en février 1908, la Liga Metropolitana de Sports Athleticos (ou LMSA) qui a organisé le championnat Carioca de cette année (gagné par Fluminense FC).
En 1911, Botafogo a abandonné la LMSA et fondé Associação de Football do Rio de Janeiro (ou AFRJ), mais cette ligue était tournée en dérision car Botafogo était le seul club de renom. AFRJ a été incorporé à la LMSA en 1913.
En 1917, après avoir connu plusieurs affaires de corruption, la LMSA a été remplacée par la Liga Metropolitana de Desportos Terrestres (ou LMDT). Une fois de plus, Fluminense FC a remporté cette compétition.
Une scission a eu lieu le 1er mars, 1924, avec la création de l'Associação Metropolitana de Esportes Athleticos (AMEA). AMEA a introduit des règles discriminatoires à l’encontre des joueurs noirs ou de classe modeste. La compétition AMEA a été gagnée par Fluminense et LMDT par CR Vasco de Gama.  
La Liga Carioca de Futebol (ou LCF) a été fondée le 23 janvier 1933. 
Le  11 décembre, 1934, Botafogo, Vasco, Bangu, São Cristóvão, Andaraí, Olaria, Carioca et Madureira ont fondé la Federação Metropolitana de Desportos (ou FMD). Cette fédération incorporait l’AMEA.
Les clubs brésiliens ont adopté le statut professionnel en 1937.
Le 29 juillet 1937, FMD et LCF ont fusionné, donnant naissance à la  Liga de Football do Rio de Janeiro (ou LFRJ). En 1941, LFRJ a changé de nom en devenant Federação Metropolitana de Futebol (ou FMF). Un match entre CR Vasco de Gama et América FC a été organisé pour fêter cet événement ; par la suite les rencontres entre ces deux clubs ont été appelées Clássico da Paz, ce qui signifie « le derby de la Paix ».
La capitale du Brésil a été transférée à Brasilia le 21 avril 1960, par suite la Federação Metropolitana de Futebol a été renommée Federação Carioca de Futebol (ou FCF). América FC a remporté le championnat cette année-là.
Les États de Rio de Janeiro et de Guanabara ont fusionné.
Le 29 septembre 1978, la Federação de Futebol do Estado do Rio de Janeiro (ou FERJ) a été créé en fusionnant la FCF de l’État de Guanabara et la Federação Fluminense de Desportos (ou FFD) de l’État de Rio de Janeiro.
En 1979 il y a eu une édition supplémentaire du championnat Carioca, incluant d’autres équipes qui disputaient auparavant le Campeonato Fluminense. Cette compétition a été appelée Primeiro Campeonato Estadual de Profissionais et fut remportée par Fluminense. La compétition normale a été gagnée par Flamengo.
En 1996 s’est disputée la Taça Cidade Maravilhosa entre huit équipes de Rio (América, Bangu, Botafogo, Flamengo, Fluminense, Madureira, Olaria and Vasco da Gama) qui se sont rencontrées toutes une seule fois. Botafogo fut champion et Fluminense deuxième. Le championnat de cette année-là fut remporté par Flamengo.

## Déroulement du championnat
La compétition se déroule en deux étapes : la  Coupe Guanabara  (Taça Guanabara), où les seize équipes du championnat s'affrontent toutes une fois. Les quatre premiers sont qualifiés pour les demi-finales, jouées en format aller-retour. Les deux équipes qualifiées s'affrontent en finale, également sur format aller-retour.

## Les clubs de l'édition 2019
| Club          | Ville                 |
| ------------- | --------------------- |
| America       | Rio de Janeiro        |
| Americano     | Campos dos Goytacazes |
| Bangu         | Rio de Janeiro        |
| Boavista      | Saquarema             |
| Botafogo      | Rio de Janeiro        |
| Cabofriense   | Cabo Frio             |
| Goytacaz      | Campos dos Goytacazes |
| Flamengo      | Rio de Janeiro        |
| Fluminense    | Rio de Janeiro        |
| Macaé         | Macaé                 |
| Madureira     | Rio de Janeiro        |
| Nova Iguaçu   | Nova Iguaçu           |
| Portuguesa    | Rio de Janeiro        |
| Resende       | Resende               |
| Vasco da Gama | Rio de Janeiro        |
| Volta Redonda | Volta Redonda         |

## Palmarès
| Année | Champion                                  |
| 1906  | Fluminense FC (1)                         |
| 1907  | Fluminense FC (2)                         |
| 1907  | Botafogo FR (1)                           |
| 1908  | Fluminense FC (3)                         |
| 1909  | Fluminense FC (4)                         |
| 1910  | Botafogo FR (2)                           |
| 1911  | Fluminense FC (5)                         |
| 1912  | *Paysandu Cricket Club (1)                |
| 1912  | Botafogo FR (3)                           |
| 1913  | América FC (1)                            |
| 1914  | CR Flamengo (1)                           |
| 1915  | CR Flamengo (2)                           |
| 1916  | América FC (2)                            |
| 1917  | Fluminense FC (6)                         |
| 1918  | Fluminense FC (7)                         |
| 1919  | Fluminense FC (8)                         |
| 1920  | CR Flamengo (3)                           |
| 1921  | CR Flamengo (4)                           |
| 1922  | América FC (3)                            |
| 1923  | CR Vasco da Gama (1)                      |
| 1924  | CR Vasco da Gama (2)                      |
| 1924  | Fluminense FC (9)                         |
| 1925  | CR Flamengo (5)                           |
| 1926  | São Cristóvão FR (1)                      |
| 1927  | CR Flamengo (6)                           |
| 1928  | América FC (4)                            |
| 1929  | CR Vasco da Gama (3)                      |
| 1930  | Botafogo FR (4)                           |
| 1931  | América FC (5)                            |
| 1932  | Botafogo FR (5)                           |
| 1933  | Botafogo FR (6)                           |
| 1933  | Bangu AC (1)                              |
| 1934  | Botafogo FR (7)                           |
| 1934  | CR Vasco da Gama (4)                      |
| 1935  | Botafogo FR (8)                           |
| 1935  | América FC (6)                            |
| 1936  | Fluminense FC (10)                        |
| 1936  | CR Vasco da Gama (5)                      |
| 1937  | Fluminense FC (11)                        |
| 1938  | Fluminense FC (12)                        |
| 1939  | CR Flamengo (7)                           |
| 1940  | Fluminense FC (13)                        |
| 1941  | Fluminense FC (14)                        |
| 1942  | CR Flamengo (8)                           |
| 1943  | CR Flamengo (9)                           |
| 1944  | CR Flamengo (10)                          |
| 1945  | CR Vasco da Gama (6)                      |
| 1946  | Fluminense FC (15)                        |
| 1947  | CR Vasco da Gama (7)                      |
| 1948  | Botafogo FR (9)                           |
| 1949  | CR Vasco da Gama (8)                      |
| 1950  | CR Vasco da Gama (9)                      |
| 1951  | Fluminense FC (16)                        |
| 1952  | CR Vasco da Gama (10)                     |
| 1953  | CR Flamengo (11)                          |
| 1954  | CR Flamengo (12)                          |
| 1955  | CR Flamengo (13)                          |
| 1956  | CR Vasco da Gama (11)                     |
| 1957  | Botafogo FR (10)                          |
| 1958  | CR Vasco da Gama (12)                     |
| 1959  | Fluminense FC (17)                        |
| 1960  | América FC (7)                            |
| 1961  | Botafogo FR (11)                          |
| 1962  | Botafogo FR (12)                          |
| 1963  | CR Flamengo (14)                          |
| 1964  | Fluminense FC (18)                        |
| 1965  | CR Flamengo (15)                          |
| 1966  | Bangu AC (2)                              |
| 1967  | Botafogo FR (13)                          |
| 1968  | Botafogo FR (14)                          |
| 1969  | Fluminense FC (19)                        |
| 1970  | CR Vasco da Gama (13)                     |
| 1971  | Fluminense FC (20)                        |
| 1972  | CR Flamengo (16)                          |
| 1973  | Fluminense FC (21)                        |
| 1974  | CR Flamengo (17)                          |
| 1975  | Fluminense FC (22)                        |
| 1976  | Fluminense FC (23)                        |
| 1977  | CR Vasco da Gama (14)                     |
| 1978  | CR Flamengo (18)                          |
| 1979  | CR Flamengo (19)                          |
| 1979  | CR Flamengo (20) (tournoi supplémentaire) |
| 1980  | Fluminense FC (24)                        |
| 1981  | CR Flamengo (21)                          |
| 1982  | CR Vasco da Gama (15)                     |
| 1983  | Fluminense FC (25)                        |
| 1984  | Fluminense FC (26)                        |
| 1985  | Fluminense FC (27)                        |
| 1986  | CR Flamengo (22)                          |
| 1987  | CR Vasco da Gama (16)                     |
| 1988  | CR Vasco da Gama (17)                     |
| 1989  | Botafogo FR (15)                          |
| 1990  | Botafogo FR (16)                          |
| 1991  | CR Flamengo (23)                          |
| 1992  | CR Vasco da Gama (18)                     |
| 1993  | CR Vasco da Gama (19)                     |
| 1994  | CR Vasco da Gama (20)                     |
| 1995  | Fluminense FC (28)                        |
| 1996  | CR Flamengo (24)                          |
| 1997  | Botafogo FR (17)                          |
| 1998  | CR Vasco da Gama (21)                     |
| 1999  | CR Flamengo (25)                          |
| 2000  | CR Flamengo (26)                          |
| 2001  | CR Flamengo (27)                          |
| 2002  | Fluminense FC (29)                        |
| 2003  | CR Vasco da Gama (22)                     |
| 2004  | CR Flamengo (28)                          |
| 2005  | Fluminense FC (30)                        |
| 2006  | Botafogo FR (18)                          |
| 2007  | CR Flamengo (29)                          |
| 2008  | CR Flamengo (30)                          |
| 2009  | CR Flamengo (31)                          |
| 2010  | Botafogo FR (19)                          |
| 2011  | CR Flamengo (32)                          |
| 2012  | Fluminense FC (31)                        |
| 2013  | Botafogo FR (20)                          |
| 2014  | CR Flamengo (33)                          |
| 2015  | CR Vasco da Gama (23)                     |
| 2016  | CR Vasco da Gama (24)                     |
| 2017  | CR Flamengo (34)                          |
| 2018  | Botafogo FR (21)                          |
| 2019  | CR Flamengo (35)                          |
| 2020  | CR Flamengo (36)                          |
| 2021  | CR Flamengo (37)                          |
| 2022  | Fluminense FC (32)                        |
| 2023  | Fluminense FC (33)                        |
| 2024  | CR Flamengo (38)                          |
| 2025  | CR Flamengo (39)                          |

* Le Paysandu Cricket Club, champion en 1912, a abandonné le football en 1914. Aujourd'hui le club s'appelle Paissandu Atlético Clube et est un club social.

## Bilan
| Club                  | Titres | Années |
| CR Flamengo           | 39     | 1914, 1915, 1920, 1921, 1925, 1927, 1939, 1942, 1943, 1944, 1953, 1954, 1955, 1963, 1965, 1972, 1974, 1978, 1979, 1979 (tournoi supplémentaire), 1981, 1986, 1991, 1996, 1999, 2000, 2001, 2004, 2007, 2008, 2009, 2011, 2014, 2017, 2019, 2020, 2021, 2024, 2025 |
| Fluminense FC         | 33     | 1906, 1907, 1908, 1909, 1911, 1917, 1918, 1919, 1924, 1936, 1937, 1938, 1940, 1941, 1946, 1951, 1959, 1964, 1969, 1971, 1973, 1975, 1976, 1980, 1983, 1984, 1985, 1995, 2002, 2005, 2012, 2022, 2023                                                              |
| CR Vasco da Gama      | 24     | 1923, 1924, 1929, 1934, 1936, 1945, 1947, 1949, 1950, 1952, 1956, 1958, 1970, 1977, 1982, 1987, 1988, 1992, 1993, 1994, 1998, 2003, 2015, 2016 |
| Botafogo FR           | 21     | 1907, 1910, 1912, 1930, 1932, 1933, 1934, 1935, 1948, 1957, 1961, 1962, 1967, 1968, 1989, 1990, 1997, 2006, 2010, 2013, 2018 |
| América FC            | 7      | 1913, 1916, 1922, 1928, 1931, 1935, 1960 |
| Bangu AC              | 2      | 1933, 1966 |
| São Cristóvão FR      | 1      | 1926 |
| Paysandu Cricket Club | 1      | 1912 |

## Meilleurs buteurs
| Année | Joueur                               | Club                                       | Buts |
| ----- | ------------------------------------ | ------------------------------------------ | ---- |
| 1906  | Horácio Costa                        | Fluminense                                 | 18   |
| 1907  | Flávio Ramos                         | Botafogo                                   | 6    |
| 1908  | Emílio Etchegaray Edwin Cox          | Fluminense                                 | 13   |
| 1909  | Flávio Ramos                         | Botafogo                                   | 16   |
| 1910  | Abelardo Delamare                    | Botafogo                                   | 22   |
| 1911  | James Calvert                        | Fluminense                                 | 5    |
| 1912  | Henry Robinson                       | Paysandu - LMSA                            | 24   |
| 1912  | Mimi Sodré                           | Botafogo                                   | 12   |
| 1913  | Mimi Sodré                           | Botafogo                                   | 13   |
| 1914  | Ojeda, Ricardo Riemer, Henry Welfare | America - Flamengo - Fluminense            | 9    |
| 1915  | Henry Welfare                        | Fluminense                                 | 19   |
| 1916  | Aluízio                              | Botafogo                                   | 12   |
| 1917  | Luís Menezes                         | Botafogo                                   | 16   |
| 1918  | Luís Menezes                         | Botafogo                                   | 21   |
| 1919  | Brás de Oliveira                     | São Cristóvão                              | 24   |
| 1920  | Arlindo, Claudionor                  | Botafogo, Bangu                            | 17   |
| 1921  | Nonô                                 | Flamengo                                   | 11   |
| 1922  | Pastor                               | Bangu                                      | 10   |
| 1923  | Nonô                                 | Flamengo                                   | 17   |
| 1924  | Nilo                                 | Fluminense                                 | 28   |
| 1924  | Telê                                 | Andaraí - LMDT                             | 16   |
| 1925  | Nonô                                 | Flamengo                                   | 27   |
| 1926  | Vicente                              | São Cristóvão                              | 25   |
| 1927  | Nilo                                 | Botafogo                                   | 30   |
| 1928  | Vicente, Telê                        | São Cristóvão, Andaraí                     | 20   |
| 1929  | Russinho, Telê                       | Vasco, América                             | 23   |
| 1930  | Preguinho, Ladislau                  | Fluminense, Bangu                          | 20   |
| 1931  | Russinho                             | Vasco da Gama                              | 17   |
| 1932  | Preguinho                            | Fluminense                                 | 21   |
| 1933  | Nilo                                 | Botafogo                                   | 19   |
| 1933  | Tião                                 | Bangu                                      | 13   |
| 1934  | Bianco                               | Andaraí - AMEA                             | 13   |
| 1934  | Alfredinho                           | Flamengo                                   | 10   |
| 1935  | Ladislau                             | Bangu - FMD                                | 18   |
| 1935  | China                                | Bonsucesso                                 | 16   |
| 1936  | Carvalho Leite                       | Botafogo                                   | 15   |
| 1936  | Hércules                             | Fluminense                                 | 23   |
| 1937  | Niginho                              | Vasco da Gama                              | 25   |
| 1938  | Carvalho Leite                       | Botafogo                                   | 16   |
| 1939  | Carvalho Leite                       | Botafogo                                   | 22   |
| 1940  | Leônidas                             | Flamengo                                   | 30   |
| 1941  | Pirilo                               | Flamengo                                   | 39   |
| 1942  | Heleno                               | Botafogo                                   | 28   |
| 1943  | João Pinto                           | São Cristóvão                              | 26   |
| 1944  | Geraldino                            | Canto do Rio Football Club                 | 19   |
| 1945  | Lelé                                 | Vasco da Gama                              | 13   |
| 1946  | Rodrigues                            | Fluminense                                 | 28   |
| 1947  | Dimas                                | Vasco da Gama                              | 18   |
| 1948  | Orlando, Otávio                      | Fluminense, Botafogo                       | 21   |
| 1949  | Ademir                               | Vasco da Gama                              | 31   |
| 1950  | Ademir                               | Vasco da Gama                              | 25   |
| 1951  | Carlyle                              | Fluminense                                 | 23   |
| 1952  | Menezes, Zizinho                     | Fluminense Football Club, Bangu            | 19   |
| 1953  | Benítez                              | Flamengo                                   | 22   |
| 1954  | Dino Da Costa                        | Botafogo                                   | 24   |
| 1955  | Paulinho                             | Flamengo                                   | 23   |
| 1956  | Waldo                                | Fluminense                                 | 22   |
| 1957  | Paulinho Valentim                    | Botafogo                                   | 22   |
| 1958  | Quarentinha                          | Botafogo                                   | 20   |
| 1959  | Quarentinha                          | Botafogo                                   | 25   |
| 1960  | Quarentinha                          | Botafogo                                   | 25   |
| 1961  | Amarildo                             | Botafogo                                   | 18   |
| 1962  | Saulzinho                            | Vasco da Gama                              | 18   |
| 1963  | Bianchini                            | Bangu                                      | 18   |
| 1964  | Amoroso                              | Fluminense                                 | 19   |
| 1965  | Amoroso                              | Fluminense                                 | 10   |
| 1966  | Paulo Borges                         | Bangu                                      | 16   |
| 1967  | Paulo Borges                         | Bangu                                      | 13   |
| 1968  | Roberto                              | Botafogo                                   | 13   |
| 1969  | Flávio                               | Fluminense                                 | 15   |
| 1970  | Flávio                               | Fluminense                                 | 18   |
| 1971  | Paulo César                          | Botafogo                                   | 11   |
| 1972  | Doval                                | Flamengo                                   | 16   |
| 1973  | Dario                                | Flamengo                                   | 15   |
| 1974  | Luisinho (en)                        | America                                    | 20   |
| 1975  | Zico                                 | Flamengo                                   | 30   |
| 1976  | Doval                                | Fluminense                                 | 20   |
| 1977  | Zico                                 | Flamengo                                   | 27   |
| 1978  | Zico, Cláudio Adão, Roberto Dinamite | Flamengo, Flamengo, Vasco da Gama          | 19   |
| 1979  | Zico                                 | Flamengo                                   | 26   |
| 1979  | Zico                                 | Flamengo                                   | 34   |
| 1980  | Cláudio Adão                         | Fluminense                                 | 20   |
| 1981  | Roberto Dinamite                     | Vasco da Gama                              | 31   |
| 1982  | Zico                                 | Flamengo                                   | 21   |
| 1983  | Luisinho (en)                        | America                                    | 22   |
| 1984  | Baltazar, Cláudio Adão               | Botafogo, Bangu                            | 12   |
| 1985  | Roberto Dinamite                     | Vasco da Gama                              | 12   |
| 1986  | Romário                              | Vasco da Gama                              | 16   |
| 1987  | Romário                              | Vasco da Gama                              | 16   |
| 1988  | Bebeto                               | Flamengo                                   | 17   |
| 1989  | Bebeto                               | Flamengo                                   | 18   |
| 1990  | Gaúcho                               | Flamengo                                   | 14   |
| 1991  | Gaúcho                               | Flamengo                                   | 17   |
| 1992  | Ézio                                 | Fluminense                                 | 15   |
| 1993  | Valdir                               | Vasco da Gama                              | 19   |
| 1994  | Charles, Túlio Maravilha             | Flamengo, Botafogo                         | 14   |
| 1995  | Túlio Maravilha                      | Botafogo                                   | 27   |
| 1996  | Romário                              | Flamengo                                   | 26   |
| 1997  | Romário                              | Flamengo                                   | 18   |
| 1998  | Romário                              | Flamengo                                   | 10   |
| 1999  | Romário                              | Flamengo                                   | 19   |
| 2000  | Romário                              | Vasco da Gama                              | 19   |
| 2001  | Edílson                              | Flamengo                                   | 16   |
| 2002  | Fábio                                | Volta Redonda                              | 16   |
| 2003  | Fábio Bala                           | Fluminense                                 | 10   |
| 2004  | Valdir                               | Vasco da Gama                              | 14   |
| 2005  | Túlio Maravilha                      | Volta Redonda                              | 12   |
| 2006  | Dodô                                 | Botafogo                                   | 9    |
| 2007  | Dodô, Marcelo                        | Botafogo, Madureira                        | 13   |
| 2008  | Wellington Paulista                  | Botafogo                                   | 14   |
| 2009  | Maicosuel                            | Botafogo                                   | 12   |
| 2010  | Vágner Love                          | Flamengo                                   | 15   |
| 2011  | Fred                                 | Fluminense                                 | 10   |
| 2012  | Alecsandro, Somália                  | CR Vasco da Gama, Boavista Sport Club (en) | 12   |
| 2013  | Hernane                              | CR Flamengo                                | 12   |
| 2014  | Edmilson                             | CR Vasco da Gama                           | 11   |
| 2015  | Fred                                 | Fluminense                                 | 11   |
| 2016  | Tiago Amaral                         | Volta Redonda                              | 10   |
| 2017  | Paolo Guerrero                       | CR Flamengo                                | 10   |
| 2018  | Pedro                                | Fluminense                                 | 7    |
| 2019  | Bruno Henrique                       | CR Flamengo                                | 8    |
| 2020  | Gabigol, João Carlos                 | CR Flamengo, Volta Redonda FC              | 8    |
| 2021  | Alef Manga                           | Volta Redonda                              | 9    |